# كلاود جيرو
كلاود رايموند جيرو (يناير 12, 1988م) هو لاعب هوكي جليد كندي محترف والكابتن الحالي لفريق فيلادلفيا فلايرز في دوري الهوكي الوطني. تم إختاره في الجولة الأولى ليكون اللاعب الثاني والعشرين في نظام NHL draft من قبل فريق فيلادلفيا فلايرز عام 2006.

## روابط خارجية
- كلاود جيرو على موقع دوري الهوكي الوطني (الإنجليزية)
- كلاود جيرو على موقع قاعة مشاهير الهوكي (لاعب أن.إتش.أل) (الإنجليزية)
- كلاود جيرو على موقع EliteProspects.com (الإنجليزية)
- كلاود جيرو على موقع Eurohockey.com (الإنجليزية)
- كلاود جيرو على موقع HockeyDB.com (الإنجليزية)
- كلاود جيرو على موقع Hockey-Reference.com (الإنجليزية)